# به من تکیه کن
به من تکیه کن (انگلیسی: Lean on Me) فیلمی در ژانر زندگینامه‌ای و درام به کارگردانی جان جی. آویلدسن است که در سال ۱۹۸۹ منتشر شد.

## بازیگران
- مورگان فریمن
- بورلی تاد
- آلن نورث
- رابرت گویلام
- مایکل بیچ
- اتان فیلیپس
- لین تیگپن
- روبن بارتلت